# Ann Druyan

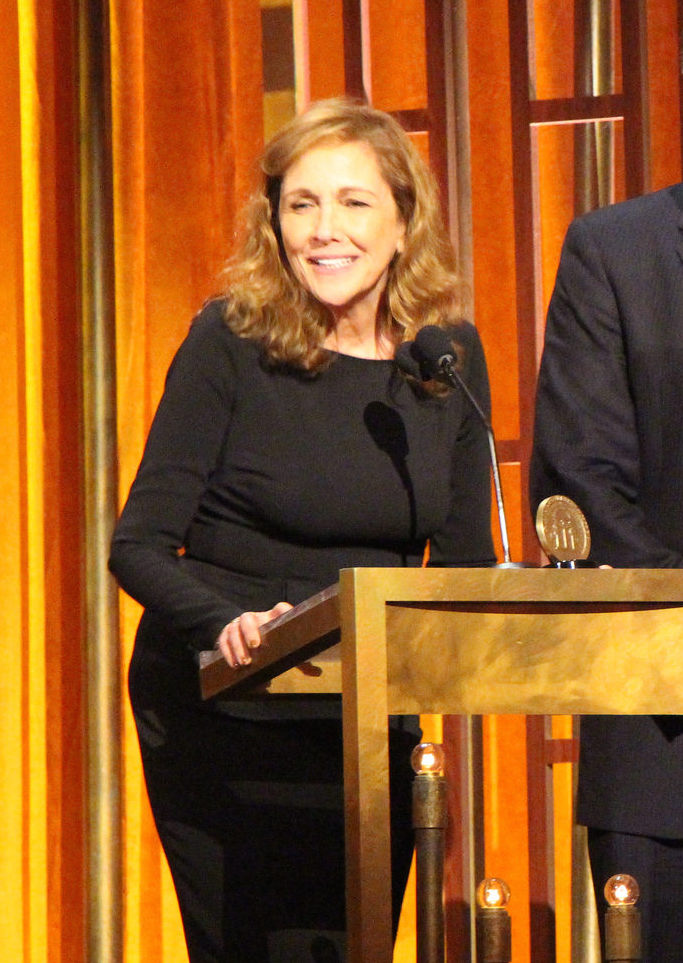
Ann Druyan bei der Verleihung des Peabody Award (2014)

Ann Druyan (* 13. Juni 1949 in New York) ist eine US-amerikanische Schriftstellerin und Filmproduzentin. Bekanntheit erlangte sie durch ihr Bestreben, Wissenschaft einem breiten Publikum zugänglich zu machen, insbesondere als Koautorin der Reihe Unser Kosmos, die sie gemeinsam mit Steven Soter und ihrem Ehemann Carl Sagan verfasste.

## Leben
Viele ihrer Werke verfasste sie gemeinsam mit dem Astrophysiker Carl Sagan. 1977 war sie als Kreativdirektorin der NASA maßgeblich beteiligt bei der Auswahl und Organisation der Geräusche, welche auf die Voyager Golden Record kamen. Druyan zeigt in ihren Texten auf, dass auch ohne die Vorstellung eines Gottes Konzepte wie Ehrfurcht und Wunder ihre Berechtigung haben. Sie ist eine engagierte Atheistin und tritt für die Bekämpfung der Folgen des Klimawandels ein. Sie ist Mitglied des Committee for Skeptical Inquiry. 
Sie war einer der Autoren der Fernsehserie Cosmos und des Filmes Contact.
Im Jahr 2004 wurde sie für ihr Wirken mit dem Richard Dawkins Award ausgezeichnet.
Druyan war von 1981 bis zu dessen Tod 1996 mit dem Astronomen und Schriftsteller Carl Sagan verheiratet. Aus der Ehe gingen eine Tochter (* 1982) und ein Sohn (* 1991) hervor.

## Werke (Auswahl)
- Comet
- Shadows of Forgotten Ancestors
- The Demon-Haunted World
- A Famous Broken Heart